# Брил
Брил (њем. Brüel) град је у њемачкој савезној држави Мекленбург-Западна Померанија. Једно је од 76 општинских средишта округа Пархим. Према процјени из 2010. у граду је живјело 2.860 становника. Посједује регионалну шифру (AGS) 13060007.

## Географски и демографски подаци
Брил се налази у савезној држави Мекленбург-Западна Померанија у округу Пархим. Град се налази на надморској висини од 20 метара. Површина општине износи 27,3 km². У самом граду је, према процјени из 2010. године, живјело 2.860 становника. Просјечна густина становништва износи 105 становника/km².